# Gmina Toszek
Gmina Toszek (dříve: gmina Toszek-Wieś) je městsko-vesnická gmina v okrese Gliwice ve Slezském vojvodství.

## Poloha
Gmina se nachází v severozápadní části gliwického okresu a sousedí s městem:
- Pyskowice

a s gminami:
- Rudziniec, Wielowieś (okres Gliwice)
- Bierawa (okres Kędzierzyńsko-Koźle)
- Strzelce Opolské, Ujazd (okres Strzelce)
- Zbrosławice (okres Tarnowskie Góry)

## Povrch
Podle statistických údajů z roku 2008 byla rozloha 99,83 km2: z toho tvoří
- zemědělská půda 74 %
- lesy a lesní porost: 18 %
- Gmina Toszek zaujímá 14,85% povrchu okresu Gliwice.

## Počet obyvatel
V roce 2011 v gmině Toszek žilo 9422 obyvatel (4599 mužů a 4823 žen). W Narodowym Spisie Powszechnym Ludności i Mieszkań z roku 2002 se 8,95% obyvatel gminy se hlásilo k německé národnosti, 5,69% obyvatel – slezské národnosti. V roce 2011 se jako Němci zapsalo 10,3% obyvatel.

## Součásti gminy
Město:
- Toszek (sídlo gminy)

Starostenské vesnice:
- Boguszyce, Ciochowice, Kotliszowice, Kotulin, Ligotka Toszecka, Paczyna, Paczynka, Pawłowice. Pisarzowice, Pniów, Proboszczowice, Płuźniczka, Sarnów, Wilkowiczki.

Vesnice
- Bliziec, Brzezina, Grabina, Grabów, Kopanina, Kotulinek (Kotulin Mały), Wilkowiczki-Las, Laura, Łączki, Nakło, Paczynka (osada), Skały, Srocza Góra, Szklarnia, Wrzosy, Zalesie

## Transport
Gminou vedou vojvodské silnice č. 907 a okresní č.l 94.
Železnice Opole–Gliwice